# Quebrada Cachiyacu Santa Ana
Die Quebrada Cachiyacu Santa Ana ist ein 19,5 km langer rechter Nebenfluss des Río Huallaga in der Provinz Tocache in der Region San Martín in Zentral-Peru.

## Flusslauf
Die Quebrada Cachiyacu Santa Ana entspringt im Nordosten des Distrikts Uchiza in einem Höhenkamm östlich des Río Huallaga auf einer Höhe von etwa 1160 m. Sie fließt in überwiegend südwestlicher Richtung aus dem Höhenkamm und erreicht bei Flusskilometer 7 das breite, flache Flusstal des Río Huallaga. Bei Flusskilometer 5,5 kreuzt die Nationalstraße 5N (Tocache–Tingo María) den Fluss. Westlich des Flusses liegt die Ortschaft Santa Rosa de Shapaja. Die Quebrada Cachiyacu Santa Ana mündet schließlich 20 km südöstlich der Provinzhauptstadt Tocache auf einer Höhe von etwa 490 m in den Río Huallaga.

## Einzugsgebiet
Die Quebrada Cachiyacu Santa Ana entwässert ein Areal von etwa 100 km². Das Einzugsgebiet liegt im Osten des Distrikts Uchiza. Es grenzt im Nordwesten an das des Río Cachiyacu Lupuna, im Norden an das des Río Chupichotal, im Osten an das des Río Huaynabe sowie im Süden an das des Río Porongo.

## Ökologie
Im Flusssystem der Quebrada Cachiyacu Santa Ana befinden sich mehrere sehenswerte Wasserfälle.